# Campeonato Acreano 1921
In 1921 werd het derde Campeonato Acreano gespeeld voor clubs uit de Braziliaanse staat Acre. De competitie werd georganiseerd door de Liga Acreana de Esportes Terrestres en werd gespeeld van 1 augustus tot 4 september.  Rio Branco werd kampioen.

## Eindstand
| Plaats | Club       | Wed. | W | G | V | Saldo | Ptn. |
| ------ | ---------- | ---- | - | - | - | ----- | ---- |
| 1.     | Rio Branco | 4    | 4 | 0 | 0 | 24:0  | 8    |
| 2.     | Acreano    | 2    | 0 | 0 | 2 | 0:8   | 0    |
| 3.     | Ypiranga   | 2    | 0 | 0 | 2 | 0:16  | 0    |

|  | Kampioen |

### Kampioen
| Campeonato Acreano de 1921     |
| Acre                           |
| ------------------------------ |
| RIO BRANCO Kampioen (2° titel) |